# Batarà capgrís
El batarà capgrís (Dysithamnus mentalis) és una espècie d'ocell de la família dels tamnofílids (Thamnophilidae).

## Hàbitat i distribució
Viu entre la malesa del bosc, vegetació secundària de les terres baixes i muntanyes des de Mèxic, a l'est de Tabasco, Campeche i Belize fins Panamà i des de Colòmbia, Veneçuela, Trinitat i Tobago, cap al sud, per l’oest dels Andes, fins al nord-oest de Perú i, per l'est dels Andes, a través de l'est d'Equador, centre i est de Perú, centre de Bolívia, a les terres baixes de l'est del Paraguai. Centre i est del Brasil i nord-est d'Argentina.